# Garra de Arquímedes

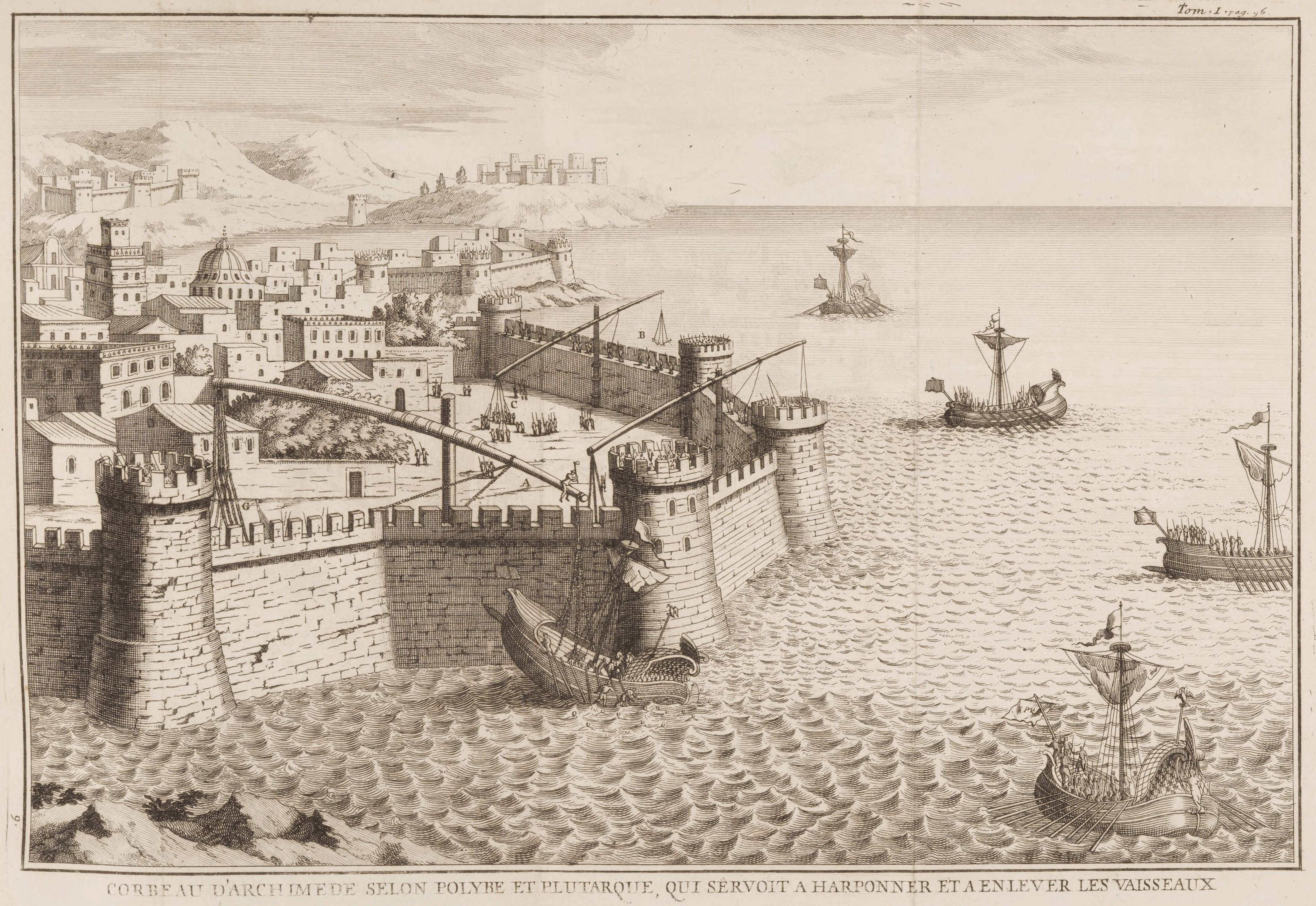
Como se observa en la imagen, desde las murallas, a través de esta herramienta tipo grúa de defensa militar lograban alzar y derribar los barcos enemigos.

La garra de Arquímedes, conocida en latín como manus ferrea, fue un arma de asedio de la antigüedad, diseñada por Arquímedes para defender la ciudad de Siracusa, y en concreto la parte de la muralla que colindaba con el mar. Aunque no está clara su forma exacta, los relatos de los historiadores antiguos parecen describirla como algún tipo de grúa equipada con ganchos de metal que era capaz de elevar a las naves atacantes parcialmente por encima del agua, para luego dejarlas caer, causando la escoración o el hundimiento del barco.
Estas máquinas se hicieron notablemente famosas durante la segunda guerra púnica, cuando la República romana asedió la ciudad de Siracusa entre los años 213 y 211 a. C. con una flota de al menos 120 quinquerremes bajo el mando de Marco Claudio Marcelo. Cuando la flota romana se acercaba a la ciudad aprovechando la oscuridad de la noche, las máquinas se desplegaban y provocaban el hundimiento de muchos barcos y la confusión en el ataque. Historiadores como Polibio o Tito Livio atribuyeron muchas de las bajas romanas a estas máquinas, así como a catapultas también diseñadas por Arquímedes. Polibio narra que la intervención de Arquímedes en el ataque romano a Siracusa fue decisivo, hasta el punto de que desbarató la esperanza romana de tomar la ciudad por asalto, teniendo que modificar su estrategia y pasar al asedio de larga duración, situación que duró ocho meses, hasta la caída definitiva de la ciudad.
Se llevaron a cabo experimentos modernos con la finalidad de probar la viabilidad de la garra. La plausibilidad de esta invención fue probada en 1999 en un documental de la BBC y más tarde en un documental del año 2005 titulado Superarmas del mundo antiguo (Superweapons of the Ancient World). Se construyó una versión de la garra basándose en los conocimientos y medios antiguos y se concluyó que era un dispositivo factible.

## Otras lecturas
- Chris Rorres, Harry Harris: A Formidable War Machine: Construction and Operation of Archimedes’ Iron Hand, Symposium on Extraordinary Machines and Structures in Antiquity, Olympia, Grecia, 19 al 24 de agosto de 2001, pp. 1-18.
- C. K. Young: Archimedes's iron hand or claw – a new interpretation of an old mystery, Centaurus, Vol. 46, N.º 3 (diciembre de 2004), pp. 189-207.

- Datos: Q146938